# Frontera entre la República Popular de la Xina i el Tadjikistan
La frontera entre la República Popular de la Xina i Tadjikistan és la frontera de 477 kilòmetres en sentit nord-sud que separa sud-oest de la República Popular de la Xina (prefectura autònoma kirguís de Kizilsu i prefectura de Kaixgar, a la regió autònoma de Xinjiang) de l'est de Tadjikistan (Gorno-Badakhxan). Fou establerta com a frontera internacional amb la dissolució de la Unió Soviètica en 1991. Al nord es troba al trifini entre la Xina, Tadjikistan, Kirguizstan i al sud, el trifini entre Xina i Tadjikistan amb l'estret passadís de la província afganesa de Badakhxan.

## Història

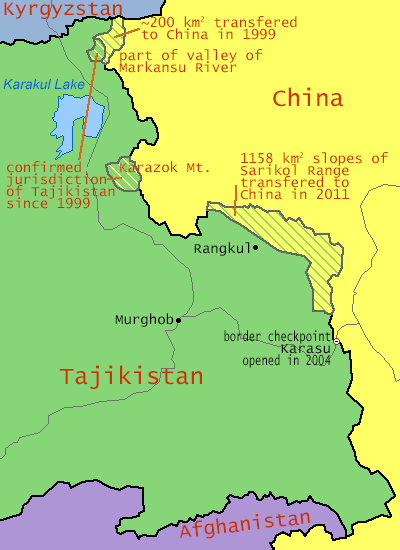

Tadjikistan va ser annexat a l'Imperi Rus el 1868. Entre 1917 i 1921 els tadjiks van lluitar contra l'Exèrcit Roig, però el país va ser annexat a la URSS en 1929. Aleshores la frontera era només una part de la llarga frontera entre la Xina i la Unió Soviètica, que s'estenia des de l'Afganistan fins a Mongòlia. Tadjikistan va obtenir la independència el 1991 amb la dissolució de la Unió Soviètica. Des de llavors, això és la frontera oficial del Tadjikistan independent i la República Popular de la Xina.
El 2011, Tadjikistan va ratificar un acord de 1999 per cedir 1.000 km² de terra a les muntanyes del Pamir a la República Popular de la Xina, acabant amb una disputa de 130 anys. En el tractat, Xina també va renunciar a reclamacions sobre 28 km² de territori tadjik.

## Passos fronterers
El pas de Kulma (4.362,7 m) és l'únic pas fronterer modern entre Xina i Tadjikistan. Històricament hi havia dos passos més al sud, el pas de Beyik i el pas de Nezatash.